# Mi prima Ciela
Mi prima Ciela es una exitosa telenovela venezolana producida y transmitida por la cadena RCTV en el año 2007. Es una adaptación de la telenovela Elizabeth original de Pilar Romero. 
Está protagonizada por Mónica Spear y Manuel Sosa. Cuenta además con las actuaciones co-protagónicas de Flavia Gleske, Jerónimo Gil, Raquel Yánez y Guillermo Pérez.
Fue la última telenovela estrenada en RCTV antes del cese de la concesión del canal el 27 de mayo de 2007. Comenzó a transmitirse el 2 de mayo de 2007 (25 días antes del vencimiento de la concesión de RCTV) y el 26 de mayo se transmite su último capítulo en señal abierta. El 16 de julio de 2007 se reanuda junto con la programación de RCTV y Camaleona respectivamente con RCTV Internacional Televisión.

## Sinopsis
Graciela Andreína es una estudiante de 18 años que cursa su último año de bachillerato y que vive con sus dos primas Maite y Silvia, juntas son un trío inseparable. Todos viven en un edificio familiar junto con los padres de Graciela, la abuela y la madre de Maite y la madre de Silvia. Las tres tendrán que pasar por momentos muy duros en la vida:
- Silvia: queda embarazada siendo muy joven de Rafael, un joven que trabaja en el negocio que regentan los padres de Graciela. Al principio nadie lo acepta por ser un expresidiario, pero tendrán que hacerlo cuando los jóvenes se casen en secreto.

- Maite: por su parte, tendrá que luchar con su madre, quien sueña que su hija se convierta en una médico, sin que ella cumpla su sueño de dedicarse a la música. Cuando entra a la escuela de música, conoce a Abel, el amor de su vida, pero este amor estará lleno de maltrato y sufrimiento, pero luego logrará todos sus sueños al lado de Abel, y se casarán.

- Graciela: a la que con cariño llaman Ciela, es la más joven de las primas, lucha para tener buenas calificaciones en el liceo y sueña con un gran amor. A pesar del gran lazo con sus padres ella desconoce el gran secreto de su vida, la joven fue adoptada al nacer, y sus padres Jimena y Alberto harán lo imposible para mantenerlo en secreto por temor a perderla. El amor llegará a la vida de Ciela al conocer a David, un joven seductor, simpático, mentiroso, infiel por naturaleza, irresponsable, pero a pesar de todas sus fallas es muy carismático y eso llena de felicidad el corazón de Ciela. Cuando estos dos se conocen es amor a primera vista y esa unión les cambiará sus vidas por siempre... pero lo peor que tenga, pues su enfermedad, aplasia medular, que la irá acabando poco a poco, y a pesar de todo Ciela no deja de luchar... se gradúa y al poco tiempo se casa con David. En medio de todo esto Graciela queda embarazada, poniendo en peligro su vida y la de su hijo.

## Final
A lo largo de la novela, la incertidumbre por la enfermedad de Graciela ira cobrando importancia, al punto de convertirse en el tema principal. A pesar de los remedios que le aplican y las esperanzas que se dan por momentos, la enfermedad logra ganar la batalla. Así que en su último capítulo impactante e inquietante, Graciela muere, dejando consternada a toda su familia, pero aún más a su Vido, quien deberá a hacer frente como padre de una hermosa hija, una Cielita de su segundo parto y el Vidito de su primer parto.

## Elenco
- Mónica Spear (+) - Graciela Andreína Zambrano Ávila "Ciela"
- Manuel Sosa - David Espinoza Urdaneta "Vido"
- Flavia Gleske - Maite Esperanza Muñoz Ávila
- Jerónimo Gil -  Abel Méndez
- Raquel Yánez -  Silvia Constanza Toscani Ávila
- Guillermo Pérez - Rafael Rengifo
- Amanda Gutiérrez -  Ileana Ávila ex de Muñoz
- Daniel Alvarado (+) -  Alberto Zambrano
- Flor Núñez - Gimena Concepción Ávila de Zambrano
- Nacho Huett - Cristóbal Acosta
- Claudia Moreno -  María Fernanda Rendiles de Méndez
- Crisbel Henríquez - Nancy Ruiz
- Adolfo Cubas - Esteban Espinoza
- Margarita Hernández - Arminda Ávila Vda. de Toscani
- Belén Marrero - Bernarda Urdaneta de Espinoza
- Loly Sánchez - Azucena de Méndez
- Francis Rueda - Tirsa
- Adita Riera - Sor Esperanza Ávila (Sor Canario)
- Leopoldo Regnault - Flavio Méndez
- Betty Ruth - Aurelia de Muñoz
- Jorge Palacios - Roberto Tejera
- Elena Toledo - Rocío Tejera
- Juan Carlos Martínez - Marco Antonio
- Jesús Cervó - Héctor Bermúdez
- Araceli Prieto - Camila de Acosta
- Enrique Izquierdo - Ramón Acosta
- Ana Gabriela Barboza - Aleida
- Ángela Hernández -  Melania Medina
- Claudia La Gatta - Ruth Berroterán
- José Mantilla - Doctor Chacín
- Gabriela Santeliz - Nadji Brito
- Mayra Africano - Tibisay
- Aroldo Betancourt - Augusto Pallares
- Javier Vidal - Ignacio Salvador Silva
- Gustavo Rodríguez (+) - Federico Muñoz
- Mauro Boccia - Zeus
- Vanessa Hidalgo - Sarita
- Alejandro Otero - Darío Armas
- Estefanía López - Julia
- Jesús Delgado - Oficial de Policía (Participación especial)
- Mauricio Gómez Amoretti - Chicharrón
- Adrian Rojas Silva - Bebé Hijo de Ciela y Vido

## Adaptación en Chipre
En 2008, el canal griego-chipriota Ant1 obtuvo los derechos para producir una versión chipriota de la novela. Fue una telenovela diaria llamada Gia tin agapi sou (Por tu amor). El guion fue fiel a la historia original, sólo con cambios menores para adaptar los hechos a la actualidad de Chipre. La canción original de Hanny Kauam «Es tu amor», que fue la banda sonora de Mi prima Ciela, también fue traducida al griego e interpretada por Giorgos Papadopoulos como «Gia tin agapi sou». El papel de Ciela (Margarita, en esta versión) fue actuado por Mariana Santi y el papel de David (Vaggelis) por Fotis Georgidis.

## Temas musicales
- «Es tu amor» de: Hany Kauam - (Tema principal de Ciela y Vido)
- «Volver a creer» de: EntreNos - (Tema de Maite y Abel)
- «Donde estés» de: Hermán y Mario - (Tema de Silvia y Rafael)

## Producción
- Titular de derechos de autor de la obra original: Radio Caracas Televisión (RCTV) C.A.
- Producida por: Radio Caracas Televisión C.A.
- Vicepresidente de dramáticos, humor y variedades RCTV (Radio Caracas Televisión C.A.): José Simón Escalona
- Historia original de: Pilar Romero
- Libretos: Iraida Tapias, José Contreras, José Tomás Angola, Gennys Pérez, Giuliana Rodríguez, Pilar Romero
- Producción ejecutiva: Leonor Sardi Aguilera
- Dirección general: Tony Rodríguez
- Producción general: Ana Vizoso González
- Musicalización: Betriks Medina
- Música incidental: Francisco Cabrujas
- Diseño de vestuario: Carmen Elena Rivas
- Coordinador: José Luis Arcila
- Edición: Ray Suárez
- Dirección de arte: Erasmo Colón
- Escenografía: Carlos González
- Dirección de fotografía: Joel Ortega, Juan González
- Producción de exteriores: Yenny Morales, Jesenia Colmenares
- Dirección de exteriores: Luis Padilla